# Emil Gröner
Emil Gröner (Stoccarda, 25 marzo 1892 – 12 dicembre 1944) è stato un allenatore di calcio e calciatore tedesco, di ruolo attaccante.

## Palmarès

### Allenatore

#### Competizioni regionali
- Gauliga Wurttemberg: 1

Stoccarda: 1935